# Фролош (нос)
Носът Фролош (на английски: Frolosh Point) е скалист морски нос от северната страна на входа в залива Галата, остров Анвер. Разположен 16.15 км на север-северозапад от нос Дралфа, 4.8 км на юг-югоизток от нос Бейл, и 7 км западно от остров Ламбда в архипелага Мелхиор.
Координатите му са: 64°18′45″ ю. ш. 63°09′10″ з. д. / 64.3125° ю. ш. 63.152778° з. д..
Наименуван е на селището Фролош в Западна България. Името е официално дадено на 23 ноември 2009 г.
Британско картографиране от 1980 г.

## Карти
- British Antarctic Territory. Scale 1:200000 topographic map No. 3217. DOS 610 – W 64 62. Tolworth, UK, 1980.
- Antarctic Digital Database (ADD). Scale 1:250000 topographic map of Antarctica. Scientific Committee on Antarctic Research (SCAR). Since 1993, regularly upgraded and updated.